# Тарновська Олександра Василівна
Тарновська Олександра Василівна (нар. 11 вересня  1954 року, Херсон, Україна) — заслужена артистка  України. 

## Життєпис
Народилася Олександра Тарновська 11 вересня 1954 року в Херсоні.
- 1972 — закінчила Херсонське училище культури (за фахом режисер самодіяльних колективів).
- 1974 — актриса Херсонського театру ляльок[2].
- З 1979 — актриса у Київському державному театрі ляльок, потім у Чернігівському театрі ляльок, згодом у Миколаївському обласному театрі ляльок.
- 1990—1998 — засновниця Севастопольського театру-студії «В гостях у Севы», що діяв при міському управлінні культури.

За час свого існування колектив театру-студії поставив 12 вистав для дітей, брав участь у фестивалі «Херсонеські ігри».

Олександра Тарновська була ведучою програми на севастопольському телебаченні — вчила дітей правилам дорожнього руху, протипожежній безпеці, правилам поведінки на воді в образах Івасика Телесика, Підступного Сірника, Гусеня Дорофея та хлопчиська Севи Севастопольського.
- 1999 — почала працювати у Херсонському обласному академічному музично-драматичному театрі ім. Миколи Куліша завідувачем трупи, а також артисткою драми.

Брала участь у дитячих виставах в образах Міккі Мауса, тітоньки Тілі-Мілі-Трям, Феї-чарівниці міста. Зокрема, її бачили у казках: «Антошка і гармошка», «Таємниця забутого короля», «Фабрика зірок Діда Мороза», «Баба Яга і компанія» та інші. На святкування Дня міста Херсона очолювала парад-карнавал карапузів.
Більше 20 років працює в театрі та задіяна у низці вистав театру. Зокрема, «Як стати героєм» — Біль; «За двома зайцями» — Марта; «Моя дорога Сільвія» — Леслі; «Як у нас на Україні…», «Осінній рок-н-рол». А також, як артистка розмовного жанру брала участь у театралізованих концертних програмах.
Значним доробком актриси є моновистава — «Монолог актриси», яка у вересні 2018 року була показана на благодійних засадах за ініціативою Всеукраїнської громадської організації людей з інвалідністю «Велід». Також у 2018 року моновистава брала участь у грантовому проєкті «Театральний абонемент у бібліотеці», який був реалізований за підтримки Українського культурного фонду.
Тарновська Олександра була на гастролях по різним областям України та державам близького зарубіжжя (зокрема, Алтай, Молдова, Грузія, Абхазія, Чечено-Інгушетія (нині-Чечня), Осетія та ін.).
Більше 20 років очолює Національну спілку театральних діячів України у Херсонській області та опікується акторами, які знаходяться на почесному відпочинку
.

## Нагороди
- Почесна грамота обласної ради за вагомий внесок у розвиток мистецтва Херсонщини та з нагоди відзначення Міжнародного дня театру (березень, 2005).
- Почесна грамота міського голови за активну життєву позицію, високопрофесійну виконавську майстерність, особистий внесок у розвиток театрального мистецтва Херсонщини та з нагоди 70-річчя Херсонського театру ім. М.Куліша (2006).
- Премія «Успіх». Подяка з нагоди Міжнародного дня театру (2010).
- Подяка голови обласної державної адміністрації (жовтень, 2011).
- Присвоєно почесне звання «Заслужений артист України» (24 серпня 2013).
- Подяка директора Херсонського державного будинку художньої творчості за пропаганду та популяризацію театрального мистецтва, плідну співпрацю, творчий підхід та професійність під час показу моновистави «Монолог актриси» на обласному семінарі-практикумі для керівників театральних колективів закладів освіти області.
- Премія «Майстерність» від творчої майстерні Сергія Павлюка у номінації «Краща актриса» за виконання ролі у моновиставі «Монолог актриси».
- Подяка голови Херсонської обласної ради за сумлінну працю, професіоналізм, активну громадську позицію та з нагоди відзначення Дня незалежності України та інші[11].

## Сім'я
Батько — Тарновський Василь Степанович — 15.11.1921 р. Працював техніком холодильних установок на фабриці ХБК (м. Херсон)[джерело не вказане 1646 днів].
Мати — Тарновська Марія Іванівна — 27.10.1924 р. Була робітником складу на консервному комбінаті ім. Леніна (м. Херсон)[джерело не вказане 1646 днів].
Мати двох дітей: Син — Половко Євген Володимирович — 05.01.1983 р. Донька — Половко Олена Володимирівна — 03.10.1994 р.